# Zionskirchplatz
Koordinaten: 52° 32′ 5″ N, 13° 24′ 14″ O
Der Zionskirchplatz ist ein fünfeckiger Platz in der Rosenthaler Vorstadt, einem Stadtviertel im Berliner Ortsteil Mitte. Er liegt auf dem rund 53 Meter hohen Veteranenberg, einer Erhebung am südwestlichen Rand der Barnim-Hochfläche und ist als Gartendenkmal mit der Nummer 09010210 in der Berliner Landesdenkmalliste eingetragen.

## Geschichte
Der Zionskirchplatz entstand bei der Bebauung des neuen Berliner Viertels auf Basis des Hobrecht-Plans von 1862 in der Abteilung XI als Platz D. Entsprechend den Vorstellungen des Berliner Magistrats erhielt der Gartenarchitekt Joseph Pertl den Auftrag, den markanten Schnittpunkt von fünf Straßen ansprechend zu gestalten, zeitgleich mit dem benachbarten Arkonaplatz. Mit der Errichtung der Zionskirche (1866–1873) im Zentrum des Platzes erhielt er am 13. Dezember 1866 seinen Namen.
Der Platz wurde als Schmuckplatz mit kleinteiligem Pflaster und Zierstreifen aus dunklen Basaltsteinchen gestaltet, in dem marmorne Sternornamente die Zugänge zum Inneren des Platzes markieren. Rund um die Kirche bildeten vier dicht gepflanzte Lindenreihen und dazwischen Rasenstreifen eine zusammenhängende Grünfläche. Die Platzanlage war anfangs durch ein nachts zu verschließendes schmiedeeisernes Gitter geschützt.
Im Jahr 1989 stellte das Bezirksamt seitlich der Kirche eine Bronzeplastik von Karl Biedermann zu Ehren des Widerstandskämpfers Dietrich Bonhoeffer auf, der in der Kirche tätig gewesen war und später von Nationalsozialisten hingerichtet wurde.
In den über 150 Jahren seit der Platzeinweihung sind einige Veränderungen und Nachpflanzungen vorgenommen worden, die vom ursprünglichen Gestaltungsplan stark abwichen. So ließ der Senat von Berlin in den Jahren 2013/2014 den Platz für etwa 1,5 Millionen Euro neu gestalten, wobei die historische Wegeführung mit ihren Sichtachsen wieder hergestellt wurde und Baumnachpflanzungen mit Linden und Kastanien erfolgten.

## Nutzung
Außer durch Spazier- und Kirchgänger wird der Platz unmittelbar vor dem Kircheneingang regelmäßig durch einen Ökomarkt genutzt.
Bei schönem Wetter öffnet die Kirchengemeinde sonntagnachmittags ein Café vor der Kirche.